# Оксид бария
Окси́д ба́рия, о́кись ба́рия — бинарное неорганическое химическое соединение металла бария с кислородом. Химическая формула {\displaystyle {\ce {BaO}}}.
Является основным оксидом. При стандартных условиях представляет собой бесцветные кристаллы с кубической кристаллической решёткой. Ядовит.

## Получение
1. Взаимодействие металлического бария с кислородом:
{\displaystyle {\ce {2Ba + O2 -> 2 BaO}}}.
В этой реакции наряду с оксидом бария образуется пероксид бария:
{\displaystyle {\ce {Ba + O2 -> BaO2}}}.
2. Разложение карбоната бария при нагревании:
{\displaystyle {\ce {BaCO3 -> BaO + CO2 ^}}}.
3. Разложение нитрата бария при нагревании:
{\displaystyle {\ce {2 Ba(NO3)2 -> 2BaO + 4NO2 ^ + O2 ^}}}.

## Химические свойства
1. Энергично взаимодействует с водой с образованием бариевой щёлочи и выделением тепла:
{\displaystyle {\ce {BaO + H2O -> Ba(OH)2}}}.
2. Взаимодействие с кислотными оксидами с образованием соли:
{\displaystyle {\ce {BaO + CO2 -> BaCO3}}},
{\displaystyle {\ce {BaO + SO3 -> BaSO4 v}}}.
3. Взаимодействие с кислотами с образованием соли и воды:
{\displaystyle {\ce {BaO + 2 HCl -> BaCl2 + H2O}}},
{\displaystyle {\ce {BaO + H2SO4 -> BaSO4 v + H2O}}}.
4. Взаимодействие с кислородом при температуре около 600 °C с образованием пероксида:
{\displaystyle {\ce {2BaO + O2 -> 2BaO2}}}.
5. Восстановление до металла при нагревании с магнием, цинком, алюминием и кремнием.
{\displaystyle {\ce {BaO + Mg -> Ba + MgO}}}

## Применение
Поскольку работа выхода электронов из оксида бария низка, то при невысокой стоимости и технологичности он давно и широко применяется как один из компонентов покрытия катодов различных электровакуумных приборов, кинескопов, осциллографических электронно-лучевых трубок и др. Например, смесь для катодов «Radio Mix No. 3» фирмы «J. T. Baker Chemical Co.» состоит на 57,3 % из карбоната бария, который при нагревании в вакууме разлагается до оксида бария.
Также используется для производства некоторых видов неорганического стекла, например, оптического.
В некоторых реакциях оксид бария используется как катализатор.
Яркость поверхности, покрытой оксидом бария или оксидом магния, принимается за единицу при измерениях коэффициента яркости других поверхностей.

## Физиологическое действие
Вещество токсично. ПДК 0,7 мг/л. При попадании на кожу и слизистые оболочки глаз в большом количестве оксид бария может вызывать химические ожоги. Пожаро- и взрывобезопасен.
ЛД50 для крыс при пероральном введении составляет 146 мг/кг.